# Studios Atlantic
Atlantic Studios ou Atlantic Recording Studios, sont des studios d'enregistrement situés à New York aux États-Unis. Les enregistrements commencent en novembre 1947, alors que le label Atlantic est créé en septembre 1947. Cependant l'appellation n'apparaît peut-être que plus tard et ces studios d'enregistrement ont possiblement eu un autre nom au cours du temps. Leur principale particularité réside dans l'innovation dans le domaine de l'enregistrement sonore, grâce à Tom Dowd notamment.

## Personnages majeurs
- Herb Abramson, cofondateur du label Atlantic avec Ahmet Ertegün, il est responsable du développement des studios, avec plus tard Jerry Wexler dans les années 1950.
- Jimmy Douglass a commencé sa carrière comme duplicateur de bandes, à temps partiel, au début des années 1970. Puis il apprend à utiliser la console 16 pistes. Il se distingue par ses méthodes originales, et encourage les artistes à dépasser les règles établies. Il apporte un côté tranchant au son, et un "lourd" son de basse funk au rock.
- Tom Dowd installe une console Ampex 8 pistes et permet à Atlantic de devenir la première maison de disques à utiliser une technologie multi-pistes. Dowd est le premier à utiliser la stéréo sur un enregistrement à la fin des années 1950. Il expérimente aussi les premiers potentiomètres linéaires (faders), auparavant rotatifs. Il a aussi imaginé des méthodes pour transformer le son de l'enregistrement initial.
- Ahmet Ertegün, créateur du label Atlantic, est à l'origine de la mise en place et du développement du studio. Le label est créé en septembre 1947, à New York, et les premiers enregistrements ont lieu en novembre de la même année.
- Nesuhi Ertegün, le frère de Ahmet, rejoint le label en 1955 et devient vice-président du label chargé du jazz et produit John Coltrane, Charles Mingus...
- Dennis King (masterisation)
- Arif Mardin arrive en 1963 comme assistant de Nesuhi Ertegün. Mardin grimpe les échelons peu à peu et devient manager du studio, producteur et arrangeur.
- Jerry Wexler se joint à Atlantic vers 1950.
- Adam Michael Yellin (ingénieur)

## Quelques sessions d'enregistrement

### Chansons
Liste chronologique des chansons, suivi de l'album et de l'artiste puis des dates d'enregistrement :
- "Splish Splash" - Bobby Darin (10 janvier 1958)
- "Mr. Soul" - Buffalo Springfield Again, Buffalo Springfield (9 janvier 1967)
- "Pretty Girl Why" - Last Time Around, Buffalo Springfield (26 février 1967, jamais sortie)
- "Kind Woman" - Last Time Around, Buffalo Springfield (entre février et le 6 mars 1968)
- "Bring It On Home" - Led Zeppelin II, Led Zeppelin (1969)
- "Don't Knock My Love" - Wilson Pickett (1970)
- "Neighbours" - Tattoo You, Rolling Stones (date inconnue) enregistrée aussi aux studios Pathé Marconi de Paris

### Albums
Liste chronologique des albums, suivi de l'artiste, puis des dates d'enregistrement :
- Pithecanthropus Erectus - Charlie Mingus (date inconnue)

- Blues & Roots - Charlie Mingus (4 février 1959)

- Giant Steps - John Coltrane (1er avril, 4 mai et 2 décembre 1959)

- Coltrane's Sound - John Coltrane (24 et 26 octobre 1960)

- Dream Weaver - Charles Lloyd (29 et 30 mars, 18 septembre, 29 octobre 1966)[1]

- Lady Soul - Aretha Franklin[2] (1967)

- Life Between the Exit Signs - Keith Jarrett (4 mai 1967)

- Disraeli Gears - Cream (du 11 au 15 mai 1967)

- Wheels of Fire - Cream (de juillet 1967 à avril 1968)

- Restoration Ruin - Keith Jarrett (12 mai 1968)

- The Allman Brothers Band - Allman Brothers Band (septembre 1969)

- Loaded - The Velvet Underground (entre avril et août 1970)

- Standing Here Wondering Which Way to Go - Marion Williams (25 février 1971)

- Words - Donal Leace (13 avril 1971)

- Donal Leace - Donal Leace (13 avril 1971)

- El Juicio (The Judgement) - Keith Jarrett (8, 9, 15 et 16 juillet 1971)

- The Mourning of a Star - Keith Jarrett (8, 9 et 16 juillet 1971)

- Birth - Keith Jarrett (15 et 16 juillet 1971)

- The Divine Miss M - Bette Midler (15 et 16 juillet 1971)

- Shotgun Willie - Willie Nelson (date inconnue) enregistré aussi aux studios Quadrafonic de Nashville et aux studios Sam Phillips de Memphis

- Changes One - Charlie Mingus (27, 28 et 30 décembre 1974)

- Main Course - Bee Gees (entre janvier et février 1975) enregistré aussi aux studios Criteria de Miami[3]

- Live From The Atlantic Studios, Bonfire - AC/DC[4] (7 décembre 1977)

- Fear of Music - Talking Heads (date inconnue) enregistré aussi à Hit Factory, RPM Sound, The Record Plant, New York

- Chaka - Chaka Khan (1978)

- Spy - Carly Simon (décembre 1978 à avril 1979)

- The Honeydrippers: Volume One - Robert Plant paru en EP (mars 1984)

- Love Is for Suckers - Twisted Sister (date inconnue)

- Danzig - Danzig (1987-1988) enregistré aussi aux studios Chung King Metal de New York

- Winger - Winger (1988)

### Artistes
Liste alphabétique des artistes principaux ayant au moins une fois enregistré aux studios, et ayant sorti un ou plusieurs albums sous leur propre nom, et dont le crédit d'enregistrement apparaît sous la forme Studios Atlantic :
- AC/DC
- Airrace
- Ruth Brown
- Ray Charles
- Ornette Coleman
- John Coltrane
- Cream
- Danzig
- Bobby Darin
- Aretha Franklin
- Keith Jarrett
- Chaka Khan
- Donal Leace
- Charles Lloyd
- Bette Midler
- Charlie Mingus
- Thelonius Monk
- Willie Nelson
- Charlie Parker
- Robert Plant
- Carly Simon
- Talking Heads
- The Allman Brothers Band
- The Bee Gees
- The Coasters
- The Drifters
- The Velvet Underground
- Twisted Sister
- Winger

## Masterisations
- Led Zeppelin II - Led Zeppelin (1969)
- Hejira - Joni Mitchell (date inconnue)
- Diana - Diana Ross (1980)
- Koo Koo - Debbie Harry (1981)
- Soup For One - bande son du film Soup For One (date inconnue)
- Inside Story - Grace Jones (par Barry Diament, date inconnue)